# Tourville-sur-Odon
Tourville-sur-Odon är en kommun i departementet Calvados i regionen Normandie i norra Frankrike. Kommunen ligger i kantonen Évrecy som ligger i arrondissementet Caen. År 2022 hade Tourville-sur-Odon 1 140 invånare.

## Befolkningsutveckling
Antalet invånare i kommunen Tourville-sur-Odon
Referens:INSEE